# Campeonato Mundial Junior de Natación
El Campeonato Mundial Junior de Natación (en inglés: World Junior Swimming Championship) es un campeonato de natación organizado por la Federación Internacional de Natación (FINA) para varones de entre 15 y 18 años y mujeres de entre 14 y 17 en el momento de la competición. Se lleva a cabo cada dos años, y se ha celebrado desde el año 2006.

## Ediciones
| Año  | Lugar                          | Fecha                        | Número de Nadadores | Número de Países |
| ---- | ------------------------------ | ---------------------------- | ------------------- | ---------------- |
| 2006 | Río de Janeiro (Brasil)        | 22–27 de agosto              | 685                 | 81               |
| 2008 | Monterrey (México)             | 8–12 de julio                | 480                 | 61               |
| 2011 | Lima (Perú)                    | 16–21 de agosto              | 528                 | 58               |
| 2013 | Dubái (Emiratos Árabes Unidos) | 26–31 de agosto              |                     |                  |
| 2015 | Singapur                       | 25–30 de agosto              | 700                 | 87               |
| 2017 | Indianápolis (Estados Unidos)  | 23–28 de agosto              |                     |                  |
| 2019 | Budapest (Hungría)             | 20–25 de agosto              |                     |                  |
| 2022 | Lima (Perú)                    | 30 de agosto–4 de septiembre |                     |                  |
| 2023 | Netanya (Israel)               | 4–9 de septiembre            |                     |                  |
| 2025 | Otopeni (Rumania)              | 19–24 de agosto              |                     |                  |